# Пердизис
Пердизис (порт. Perdizes) — муниципалитет в Бразилии, входит в штат Минас-Жерайс. Составная часть мезорегиона Триангулу-Минейру-и-Алту-Паранаиба. Входит в экономико-статистический микрорегион Араша. Население составляет 13 924 человека на 2007 год. Занимает площадь 2450,145 км². Плотность населения — 5,8 чел./км².

## История
Город основан 17 декабря 1938 года. 

## Статистика
- Валовой внутренний продукт на 2006 год составляет 277 470 000,00 реалов (данные: Бразильский институт географии и статистики).
- Валовой внутренний продукт на душу населения на 2006 год составляет 19 927,39 реалов (данные: Бразильский институт географии и статистики).
- Индекс развития человеческого потенциала на 2000 год составляет 0,777 (данные: Программа развития ООН).

## География
Климат местности: горный тропический.